# JUBILEE (ENDSのアルバム)
『Jubilee-ULTIMATE ARRANGEMENT-』（ジュビリー/アルティメットアレンジメント）は、2006年12月6日に発売されたends初のセルフカバー・アルバム。規格品番：MYCD-30403。

## 概要
前作『FOUND』から1年ぶり、通算9枚目のアルバムは初のセルフカバー・アルバム。

## 収録曲
全作詞・作曲・編曲：ends
1. ひまわり（4:35）
2. 日々歌（05:22）
3. 百花繚乱（4:13）
4. 蜘蛛と星（04:20）
5. THE GATE CRASHER（5:02）
6. 市場（2:58）
7. 炎天（3:23）
8. SQUABBLE（4:24）
9. JUBILEE (ooobsess version)（4:10）
10. 俺をしぼりとれ（4:14）
11. UZU（5:38）